# Smile, It's the End of the World
Smile, It's the End of the World är det andra släppta albumet av pop/punk-gruppen Hawk Nelson från 2006.

## Låtlista
1. "The One Thing I Have Left" - 3:07
2. "The Show" - 3:13
3. "Bring 'Em Out" (med Drake Bell) - 3:23
4. "Everything You Ever Wanted" - 4:04
5. "Something On My Mind" - 4:19
6. "Is Forever Enough" - 3:22
7. "Zero" - 4:38
8. "Nothing Left To Show" - 2:54
9. "Head On Collision" - 4:07
10. "Hello" - 3:00
11. "It's Over" - 3:06
12. "Fourteen" - 4:50

## Lista över medverkande
- Jason Dunn -- sång, piano.
- Daniel Biro -- bas, bakgrundssång.
- Jonathan Steingard -- gitarr, bakgrundssång.
- Aaron "Skwid" Tosti -- trummor.
- Aaron Sprinkle -- producerare.
- J.R. McNeely -- mixer.
- Brandon Ebel -- chefsproducerare.
- Everett Dallas, Kenneth E. Larry, James Young, Willie Williams -- sång på "The Show".
- Josh Head -- sång på "Nothing Left To Show".

Alla sånger skrivna av Hawk Nelson och Trevor McNevan.